# Pack (Autriche)
Pack est une ancienne commune autrichienne du district de Voitsberg en Styrie.